# Borzuchowo-Daćbogi
Borzuchowo-Daćbogi – przysiółek wsi Purzyce-Trojany w Polsce położona w województwie mazowieckim, w powiecie ciechanowskim, w gminie Grudusk.
Borzuchowo-Daćbogi jest sołectwem w gminie Grudusk.
Nazwa została nadana w 2006 roku.